# Atlantique (filme)
Atlantique é um filme de drama romântico franco-belga-senegalês de 2019 dirigido por Mati Diop e escrito por Diop e Olivier Demangel. Estreou internacionalmente em 16 de maio de 2019 no Festival de Cinema de Cannes e foi selecionado para representar Senegal no Oscar 2020.

## Elenco
- Mame Bineta Sane - Ada
- Amadou Mbow - Issa
- Ibrahima Traoré - Souleiman
- Nicole Sougou - Dior
- Aminata Kane - Fanta
- Mariama Gassama - Mariama
- Coumba Dieng - Thérèse
- Ibrahima Mbaye - Moustapha
- Diankou Sembene - Mr Ndiaye
- Babacar Sylla - Omar
- Abdou Balde - Cheikh